# Григорьева, Валентина Владимировна
Валенти́на Влади́мировна Григо́рьева (в девичестве — Васи́льева; род. в д. Бердники, Глинковский район, Смоленская область) — советская лыжница и велогонщица. Двукратный бронзовый призёр зимних Паралимпийских игр по лыжным гонкам, чемпионка Европы по велоспорту. Заслуженный мастер спорта СССР по лыжным гонкам и велоспорту среди спортсменов с нарушением зрения.

## Биография
Родилась в деревне Бердники в семье Владимира Прокопьевича и Веры Петровны Васильевых. В семье было 4 детей: 3 девочки и мальчик. Валентина была вторым ребёнком в семье. Родители работали в колхозе с утра до вечера, а дети помогали им по дому. Проблемы со зрением привели её в Гусинскую среднюю школу для слепых и слабовидящих детей Краснинского района Смоленской области. Физкультура стала её любимым занятием. Окончив школу, она переехала жить в Краснинский район города Ленинграда, где устроилась на работу. Знакомые из Всероссийское общества слепых привлекли её к занятию спортом. Валентина занималась легкой атлетикой, плаванием, но её больше всего интересовали лыжи. В 1973 году её пригласили принять участие в соревнованиях по лыжным гонкам на чемпионате области за команду Красносельского предприятия, на которых она одержала первую победу. Под руководством первого тренера Владислава Кустова стала выступать за команду Ленинграда. Она ездила в разные города СССР на различные спортивные соревнования по лыжам, а с 1980 года стала выезжать на соревнования за границу. В сентябре 1986 года началась подготовка к Паралимпийским играм 1988 года. И в январе 1988 года команда спортсменов-инвалидов по зрению, в составе которой была и Валентина, выехала в Австрию в Инсбрук на IV Паралимпийские зимние игры.

### IV Паралимпийские зимние игры
На Играх разыгрывались 2 комплекта медалей в классе B1: 5 и 10 км. Имея не самый лучший инвентарь, Валентина Владимировна завоевала две бронзовые медали. На обеих дистанциях впереди советской лыжницы были австрийка Вероника Прейнинг и финка Кирсти Пеннанен. В эстафете 3х5 км Гертруда Ефремова, Тамара Олиниченко и Валентина Григорьева заняли 4-е место.